# María Casares
María Victoria Casares Pérez, también conocida como Maria Casarès (La Coruña, 21 de noviembre de 1922-Alloue, 22 de noviembre de 1996), fue una actriz de teatro y cine española nacionalizada francesa que triunfó como exiliada en este último país, donde residió desde 1936 a raíz del exilio de su padre, el político Santiago Casares Quiroga, que había sido ministro y jefe de Gobierno de la Segunda República Española bajo la presidencia de Manuel Azaña.
Nacionalizada francesa en 1975 y considerada francesa por los franceses —que escriben su nombre Maria Casarès—, integró junto a Edwige Feuillère y Madeleine Renaud el grupo de trágicas galas más notable de su generación y es reconocida como una de las actrices francesas más destacada del siglo XX.

## Biografía

### Juventud
María Casares nació el 21 de noviembre de 1922 en La Coruña, hija de Santiago Casares Quiroga (1884-1950), político que llegó a ser ministro y jefe del gobierno de la II República Española y se vio obligado a dimitir el 18 de julio de 1936 al estallar el golpe de Estado militar. Su madre era Gloria Pérez Corrales, fallecida en París en 1945. Tuvo una medio hermana, Esther Casares, nacida de una relación anterior de su padre.
Estudió en el Collège Français de La Coruña, situado en la zona de Riazor (Av. Habana, 4). En 1931, la familia se trasladó a Madrid. En su nuevo establecimiento comenzó a hacer teatro. A causa de la Guerra Civil, salieron de España y llegaron a París el 20 de noviembre de 1936, previo paso por Barcelona, junto a su madre y un amigo, Enrique López Tolentino, militante trotskista de 18 años y amante de su madre, que posteriormente se convirtió en París en el primer amante de Casares. Se alojaron en el Hotel París-Nueva York, rue de Vaugirard (hoy desaparecido). Estudió en el Instituto Victor-Duruy, donde aprendió francés. Conoció al actor español Pierre Alcover y a su esposa Colonna Romano, miembro de la Comédie-Française. Este ayudó a la familia Casares y animó a Casares a dedicarse al teatro.

### Actividad profesional en Francia
Estudió interpretación en el Conservatorio de París, en el que había conseguido entrar en 1941 a pesar de sus dificultades con el idioma. A través de un arduo trabajo, ingresó en esa prestigiosa institución, en la que interpretó a Hermione y Eriphile. Tuvo como profesora a Béatrix Dussane e hizo amistad con Alice Sapritch. Ganó un primer premio de tragedia y un segundo premio de comedia. El primer papel profesional que obtuvo fue en La Celestina. Atrajo la atención de Jean Marchat y Marcel Herrand, que entre 1942 y 1944 montaron para ella Deirdre de los pesares de Synge, Le Voyage de Thésée de Georges Neveux, con gran éxito, y Solness el constructor de Henrik Ibsen. 
En 1944, conoció a Albert Camus, con quien mantuvo una relación sentimental hasta la muerte de este en 1960. Protagonizó varias obras escritas por Camus, como El malentendido, El estado de sitio y Los justos, y representó obras de Sartre, Jean Anouilh, Jean Cocteau, Genet y Claudel, convirtiéndose en musa del existencialismo francés.
En 1949, entró en la Comédie Française y cinco años más tarde en el Teatro Nacional Popular (TNP), compañía pública con una fuerte preocupación social. Participó en la creación y desarrollo del Festival de Aviñón. Casares interpretó a Lady Macbeth, María Tudor, Ana Petrova, etc. en obras de Shakespeare, Victor Hugo, Antón Chéjov, Ibsen, Eurípides, entre muchos otros.
En el cine se inició en el clásico de Marcel Carné, Les enfants du paradis y poco después, en 1944, protagonizó Las damas del Bosque de Boloña de Robert Bresson.
Jean Cocteau la dirigió en Orphée (1950) y se hizo muy popular, si bien en España fue silenciada. Hizo memorables trabajos junto a Gerard Philipe, Jean Vilar y Jean Louis Barrault.
En 1976, volvió a España para representar El adefesio de Rafael Alberti en Madrid, Barcelona y Murcia, dirigida por José Luis Alonso Mañés. En 1980 adquirió la nacionalidad francesa.
En 1989 obtuvo el Premio Molière a la mejor actriz de teatro y fue nominada a los César. Recibió del gobierno francés el Premio Nacional de Teatro, y en España, la Medalla al Mérito de Bellas Artes. Obtuvo el Premio Segismundo de la Asociación de Directores de España. También se le concedió el título de hija predilecta de La Coruña y la Medalla Castelao. En 1980 publicó un libro de memorias, Residente privilegiada, título que alude a su estatus en la tarjeta de residencia original emitida por Francia. Fue condecorada con la Legión de honor francesa. En 1996, Casares aceptó que los premios de teatro de Galicia llevaran su nombre, pero la muerte le impidió asistir a su primera edición.

### Familia
Casares conoció a Albert Camus el 19 de marzo de 1944 en la casa de Michel Leiris. Desarrollaron una relación amorosa durante los ensayos de Le malentendu en 1944, donde interpretó a Martha. El escritor, que la pone en contacto con la Resistencia y los exiliados españoles, es para la actriz "padre, hermano, amigo, amante y a veces hijo". El fin de la guerra, el regreso desde Argelia de Francine Faure, esposa de Camus desde el 3 de diciembre de 1940, el nacimiento de los gemelos Catalina y Jean, los separó y rompieron. Se encontraron por casualidad de nuevo en 1948 y mantuvieron un apasionado romance secreto que sólo terminó con la muerte por accidente del escritor en 1960.
Catherine Camus recuerda a Casares como "una actriz memorable y el gran amor de su padre" (Camus). Fue "la mujer de su vida". Ello no obstante, Camus le confesó a Jean Grenier que nunca se casaría con ella; por su parte la actriz contó su relación con el escritor en su autobiografía Residente privilegiada. Para Casares, Camus será el Único, el único hombre que ella amaba de verdad; un amor que permanecerá más allá de la muerte. Tal vez ella fue el gran amor de su vida.
En 2017 Catherine Camus publicó las cartas entre María Casares y su padre, Correspondencia 1944-1959, tras habérselas comprado años antes a María.
Tras la muerte de Camus, en un intento de distraerla de su profundo dolor, los amigos íntimos de Casares —entre los cuales estaba el actor alsaciano André "Dadé" Schlesser— la animaron a comprar una casa (no tenía nada en Francia). El 5 de agosto de 1961, Casares y Schlesser compraron a partes iguales la casa solariega, los edificios anexos y las tierras del dominio de La Vergne, situado en el municipio de Alloue, del departamento de Charente. El 27 de junio de 1978 se casaron. Schlesser falleció en Saint-Paul-de-Vence el 15 de febrero de 1985. La pareja vivía en la calle Asseline n.º 6, en el distrito XIV de París. Tras la muerte de Schlesser, sus hijos Anne y Gilles dejaron a Casares la parte del dominio de La Vergne que pertenecía a su padre.
Falleció en 1996 a causa de un cáncer de colon. Fue enterrada junto a su marido en el cementerio del municipio de Alloue. Para agradecer a Francia el haber sido una tierra de asilo, Casares, sin descendientes, donó a este municipio la finca y la casa señorial de La Vergne -que ya le pertenecía en su totalidad- situada en la margen derecha del Charente. Esta casa se convirtió en "Maison María Casarès, Centre cultural de rencontre et Maison des Illustres", un centro de creación artística en la que se realizan encuentros y residencias para artistas y se cuida la memoria de Casares. En 2002, el edificio y la biblioteca fueron declarados patrimonio histórico de Francia. Desde 2016, está bajo la dirección de Johanna Silberstein y Matthieu Roy de la comapañía de teatro Veilleur.
En 2007, se inauguró la Casa Museo Casares Quiroga en su casa natal de La Coruña, en la que se exhibe la vida de su familia y una de las exposiciones permanentes está dedicada a su trayectoria. En 2022, con motivo del centenario de su nacimiento y como parte de las actividades del Año internacional de María Casáres, se realizaron entre otras, en esta casa museo la exposición María Casares: Vivencias de infancia y juventud, 1922-1936, visitas teatralizadas Reflexos de María, y un encuentro internacional en torno a su vida y obra. En 2023, el Ateneo Republicano de Galicia donó a los fondos de la casa museo, un cuaderno escolar de 24 páginas que usó Casares en su infancia que data de 1931.

## Obra

### Filmografía
- Les enfants du paradis (1944)[9]
- Les dames du Bois de Boulogne (1945)
- Roger-La-Honte (1945)
- La revanche de Roger-La-Honte (1946)
- L'Amour autour de la maison (1946)
- El prisionero de Parma / La Chartreuse de Parme (1947)
- Bagarres (1948)
- La septième porte (1948)
- L'Homme que revient de loin (1949)
- Orfeo / Orphée (1950)
- Ombre et lumière (1950)
- Le testament d'Orphée (1959)
- La novicia musulmana / Flavia, la monaca musulmana(1974)
- L'Adieu nu (1975)
- Blanche et Marie (1984)
- De sable et de sang (1987)
- La lectora / La lectrice (1988)
- Monte bajo (1989)
- La otra América (1995)

### Teatro
- 1942: Deirdre des douleurs de John Millington Synge, dirigido por Marcel Herrand, Théâtre des Mathurins.
- 1943: Solness le constructeur de Henrik Ibsen, dirigido por Marcel Herrand, Théâtre des Mathurins.
- 1943: Le Voyage de Thésée de Georges Neveux, dirigido por Jean Marchat, Théâtre des Mathurins.
- 1944: Le Malentendu de Albert Camus, dirigido por Marcel Herrand, Théâtre des Mathurins.
- 1944: Les Noces du rétameur de John Millington Synge, Théâtre des Mathurins.
- 1944: Federigo de René Laporte, Théâtre des Mathurins.
- 1945: Les Frères Karamazov de Fedor Dostoïevski, dirigido por André Barsacq, Théâtre de l'Atelier.
- 1946: Divines paroles de Ramón del Valle-Inclán, dirigido por Jean Marchat, Théâtre des Mathurins.
- 1946: Roméo et Jeannette de Jean Anouilh, dirigido por André Barsacq, Théâtre de l'Atelier.
- 1947: Les Épiphanies de Henri Pichette, dirigido por Georges Vitaly, Théâtre des Noctambules.
- 1948: L'État de siège de Albert Camus, dirigido por Jean-Louis Barrault, Théâtre Marigny.
- 1948: La Maison de Bernarda Alba de Federico García Lorca, dirigido por Roger Leenhardt.
- 1949: Le Roi pêcheur de Julien Gracq, dirigido por Marcel Herrand, Théâtre Montparnasse.
- 1949: Les Justes de Albert Camus, dirigido por Paul Œttly, Théâtre Hébertot: Dora Doulebov.
- 1951: La Seconde de Colette, dirigido por Jean Wall, Théâtre de la Madeleine.
- 1951: Le Diable et le Bon Dieu de Jean-Paul Sartre, dirigido por Louis Jouvet, Théâtre Antoine: Hilda.
- 1952: Six personnages en quête d'auteur de Luigi Pirandello, dirigido por Julien Bertheau, Comédie-Française.
- 1952: Dom Juan de Molière, dirigido por Jean Meyer, Comédie-Française: Elvire.
- 1952: Le Roi Jean de William Shakespeare, Festival d'Angers.
- 1952: Jeanne d'Arc de Charles Péguy, dirigido por Charles Gantillon, Festival de Lyon-Charbonnières.
- 1953: Le Carrosse du Saint Sacrement de Prosper Mérimée, dirigido por Jacques Copeau, Comédie-Française.
- 1953: La Dévotion de la croix de Pedro Calderón de la Barca, adaptation Albert Camus, dirigido por Marcel Herrand, Festival d'Angers.
- 1953: Les Esprits de Pierre de Larivey, dirigido por Albert Camus, Festival d'Angers.
- 1953: Mithridate de Racine, dirigido por Jean Marchat, Festival d'Angers.
- 1954: L'Ennemi de Julien Green, dirigido por Fernand Ledoux, Théâtre des Bouffes-Parisiens.
- 1954: Jedermann de Hugo von Hofmannsthal, dirigido por Charles Gantillon, Festival de Lyon.
- 1954: Macbeth de William Shakespeare, dirigido por Jean Vilar, Festival de Aviñón: Lady Macbeth.
- 1954: Le Père humilié de Paul Claudel, dirigido por Pierre Franck, Festival de Lyon.
- 1955: La Ville de Paul Claudel, dirigido por Jean Vilar, Festival de Aviñón, Lâla.
- 1955: Marie Tudor de Victor Hugo, dirigido por Jean Vilar, Festival de Aviñón: Marie.
- 1956: Macbeth de William Shakespeare, dirigido por Jean Vilar, Festival de Aviñón: Lady Macbeth.
- 1956: Le Triomphe de l'amour de Marivaux, dirigido por Jean Vilar.
- 1956: Platonov de Antón Chéjov, dirigido por Jean Vilar.
- 1958: Le Triomphe de l'amour de Marivaux, dirigido por Jean Vilar, Festival de Aviñón: Léonide.
- 1958: Marie Tudor de Victor Hugo, dirigido por Jean Vilar, Festival de Aviñón: Marie.
- 1958: Le Cid de Corneille, dirigido por Jean Vilar.
- 1958: Le Carrosse du Saint Sacrement de Prosper Mérimée, dirigido por Jean Vilar.
- 1958: Phèdre de Racine, dirigido por Jean Vilar.
- 1959: Le Songe d'une nuit d'été de William Shakespeare, dirigido por Jean Vilar, Festival de Aviñón.
- 1960: L'Œuvre de Lorca (anthologie de ses poèmes, Festival de Montauban.
- 1960: Hamlet de William Shakespeare, dirigido por Claude Barma, Grand Théâtre de la Cité Carcassonne.
- 1960: Cher Menteur de Jerome Kilty, Théâtre de l'Athénée.
- 1961: À la recherche de Dom Juan de Maurice Béjart, Opéra National de Bruselas.
- 1963: Yerma de Federico García Lorca, dirigido por Margarita Xirgu, Teatro San Martín Buenos Aires.
- 1963: La Reine verte de Maurice Béjart, musique Pierre Henri, Théâtre Hébertot.
- 1964: Divinas palabras de Ramón del Valle-Inclán, dirigido por Jorge Lavelli, Teatro Coliseo Buenos Aires.
- 1965: Les Enchaînés d'Eugene O'Neill, dirigido por Jorge Lavelli, Théâtre Récamier.
- 1965: Le Repos du septième jour de Paul Claudel, dirigido por Pierre Franck, Théâtre de l'Œuvre.
- 1966: Les Paravents de Jean Genet, dirigido por Roger Blin, Théâtre de l'Odéon.
- 1967: Le Triomphe de l'amour de Marivaux, dirigido por Jean Vilar, Festival du Marais.
- 1967: Henry VII de William Shakespeare, dirigido por Jean-Louis Barrault, Théâtre de la Porte Saint-Martin : Marguerite d'Anjou.
- 1967: Médée de Séneca, dirigido por Jorge Lavelli, Festival de Aviñón: Médée.
- 1968: La Nuit obscure de San Juan de la Cruz, chorégraphie Maurice Béjart, Théâtre de la Monnaie Bruselas, Festival de Aviñón.
- 1969: À la recherche de... de Maurice Béjart, Théâtre de la Monnaie Bruselas.
- 1969: Mère Courage de Bertolt Brecht, dirigido por Jean Tasso, Bobino.
- 1969: La Danse de mort d'August Strindberg, dirigido por Claude Régy, TNP Théâtre de Chaillot.
- 1970: Early morning d'Edward Bond, dirigido por Georges Wilson, Festival de Aviñón.
- 1970: Le Borgne est roi de Carlos Fuentes, dirigido por Jorge Lavelli, Festival de Aviñón: Donata.
- 1971: Le Borgne est roi de Carlos Fuentes, dirigido por Jorge Lavelli, Espace Cardin: Donata.
- 1971: Les Cuisines du château de Claude Cyriaque, Théâtre de Malakoff.
- 1972: Les Frères Karamazov de Fedor Dostoïevski, dirigido por Georges Vitaly, Théâtre Graslin.
- 1972: La Célestine de Fernando de Rojas, dirigido por Jean Gillibert, Festival de Châteauvallon.
- 1973: Penthésilée d'Heinrich von Kleist, dirigido por Jean Gillibert, Festival de Châteauvallon.
- 1973: Bajazet de Racine, dirigido por Jean Gillibert, Petit Odéon.
- 1975: Amers de Saint-John Perse, dirigido por Guy Shelley.
- 1975: Via 2 de Jean-Henri Meunier.
- 1976: Les Revenants de Henrik Ibsen, dirigido por Pierre Maxence, Maison de la Culture de Grenoble.
- 1976: El adefesio de Rafael Alberti, dirigido por José Luis Alonso, Teatro Reina Victoria, Madrid.
- 1976: Le Repoussoir de José Luis Alonso, Madrid.
- 1977: La Mante polaire de Serge Rezvani, dirigido por Jorge Lavelli, Théâtre de la Ville.
- 1978: Faust de Christopher Marlowe, dirigido por Jean-Marie Patte, Festival d'Automne de París.
- 1978: La Première de Ohm Cromwell, dirigido por Valerio Popesco Bruselas.
- 1978: Agamemnon d'Eschyle, dirigido por Jean Gillibert, Festival de Châteauvallon.
- 1980: Œdipus Rex d'Ígor Stravinski, livret Jean Cocteau, dirigido por Jorge Lavelli, Ópera de París.
- 1980: Britannicus de Racine, dirigido por Jean Meyer, Théâtre des Célestins.
- 1980: Le Conte d'hiver de Shakespeare, dirigido por Jorge Lavelli, Festival de Aviñón, Théâtre de la Ville, temps.
- 1981: Peer Gynt d'Henrik Ibsen, dirigido por Patrice Chéreau, Théâtre de la Cité Villeurbanne, Théâtre de la Ville.
- 1982: Les Possédés de Fedor Dostoïevski, dirigido por Denis Llorca, Festival de Aviñón.
- 1983: Les Paravents de Jean Genet, dirigido por Patrice Chéreau, Théâtre des Amandiers: la mère.
- 1984: Le Sacre de la naissance de Saint-John Perse d'après Sophocle, dirigido por Denis Llorca, Nouve de Besançon.
- 1985: La Nuit de Madame Lucienne de Copi, dirigido por Jorge Lavelli, Festival de Aviñón, Théâtre de la Commune: Vicky Fantomas.
- 1986: Elle est là de Nathalie Sarraute, dirigido por Michel Dumoulin, Festival de Aviñón, Théâtre de la Villette.
- 1986: L'Usage de la parole de Nathalie Sarraute, dirigido por Michel Dumoulin, Festival de Aviñón, (lecture).
- 1986: Tropismes de Nathalie Sarraute, dirigido por Michel Dumoulin, Festival de Aviñón.
- 1986: Quai Ouest de Bernard-Marie Koltès, dirigido por Patrice Chéreau, Théâtre Nanterre-Amandiers: Cécile.
- 1987: Ce soir on improvise de Luigi Pirandello, dirigido por Lucian Pintilie, Théâtre de la Ville.
- 1988: Les Chevaliers de la Table Ronde de Denis Llorca, Nouve de Besançon.
- 1988: Hécube d'Eurípides, dirigido por Bernard Sobel, Théâtre de Gennevilliers.
- 1989: La vie que je t'ai donnée de Luigi Pirandello, dirigido por Michel Dumoulin, Théâtre Hébertot: Donn'Anna Luna.
- 1989: Le Dépôt des locomotives de Michel Diaz, dirigido por Georges Vitaly, Théâtre Mouffetard.
- 1990: "Elle" de Jean Genet, dirigido por Bruno Bayen, Théâtre de Gennevilliers.
- 1990: Tartufo de Molière, dirigido por Bernard Sobel, Théâtre de Gennevilliers: Madame Pernelle.
- 1991: Les Comédies barbares de Ramón María del Valle-Inclán, dirigido por Jorge Lavelli, Festival de Aviñón Théâtre national de la Colline: Dona Maria.
- 1991: Vie de la révolutionnaire Pélagie Vlassova de Tver de Bertolt Brecht, dirigido por Bernard Sobel, Théâtre de Gennevilliers.
- 1992: Oreste de Vittorio Alfieri, dirigido por Jean Gillibert, Maison des arts et de la culture de Créteil.
- 1993: Ostinato de Louis-René des Forêts, dirigido por Michel Dumoulin, Festival de Aviñón: voix off.
- 1993: Threepenny Lear de William Shakespeare, dirigido por Bernard Sobel, Théâtre de Gennevilliers: Le Roi Lear.
- 1993: Mein Kampf de George Tabori, dirigido por Jorge Lavelli, Théâtre national de la Colline.
- 1994: Les Géants de la montagne de Luigi Pirandello, dirigido por Bernard Sobel, Théâtre de Gennevilliers: Isle.
- 1995: Dostoievsky va a la plage de Marc Antonio de la Parra, dirigido por Frank Hoffmann, Théâtre national de la Colline: Teresa.
- 1996: Les Œuvres complètes de Billy the Kid de Michael Ondaatje, dirigido por Frank Hoffmann, Théâtre national de la Colline:  Celsa Gutiérrez.

### Narrativa
- 1980 - Résidente privilégiée.[34]

## Premios y reconocimientos
- 1961: Prix du Brigadier pour Cher Menteur de Jerome Kilty, Théâtre de l'Athénée.
- 1988: Prix du Syndicat de la critique
- 1988: nominación Molière de la comédienne
- 1989: Molière de la comédienne
- 1989: nominación César de la meilleure actrice dans un second rôle
- 1990: Grand Prix national du théâtre
- 2022: Año internacional de María Casáres, se celebró el centenario de su nacimiento en el Ayuntamiento de La Coruña,[35][36] y en París, dónde también se le puso su nombre a un puente de esa ciudad.[37]

## Obras sobre María Casares
Parte de su vida fue novelada por Manuel Rivas en Os libros arden mal en 2006 y en Memorias de cidades sen luz en 2008 de Inma López Silva. El Proyecto C3 homenajeó a su figura en el cortometraje Crea: María Casares en 2013, con Noelia Toledano como actriz principal, junto a otras gallegas destacadas como Maruja Mallo y Carolina Otero. En 2019 se estrenó el espectáculo teatral Despois das ondas sobre su vida, con un texto de Ernesto Is que fue galardonado con el Premio Rafael Dieste de Teatro.
Se le han dedicado libros a su vida y trayectoria como en 2021, La única, María Casares, biografía novelada de Anne Plantagenet, y en 2022, Todas las horas del día, novela de Clara Fuertes, editada por Plaza & Janés, que repasa su vida a través del personaje de ficción de un periodista que la entrevista, el álbum ilustrado María Casares: La impaciencia por vivir publicada de Maria Canosa, el ensayo María Casares: A célebre refuxiada, a descoñecida, de Arancha Estévez, la tesis María casares fronte ao espello, de la actriz Sabela Hermida, y la novela gráfica publicada a título póstumo María Casares. Eu son do oceáno de Pitusa Arias e ilustraciones de Carlos Sardiña.
En 2022, se estrenó el documental María Casares, la mujer que vivió mil vidas, del director Xabier Villaverde, que se exhibió en la 67 edición de la Semana Internacional del Cine de Valladolid.
María Lopo se ha convertido en una estudiosa y especialista de su biografía que ha publicado ensayos sobre su vida.